# Notre-Dame-de-l’Assomption (Surgères)

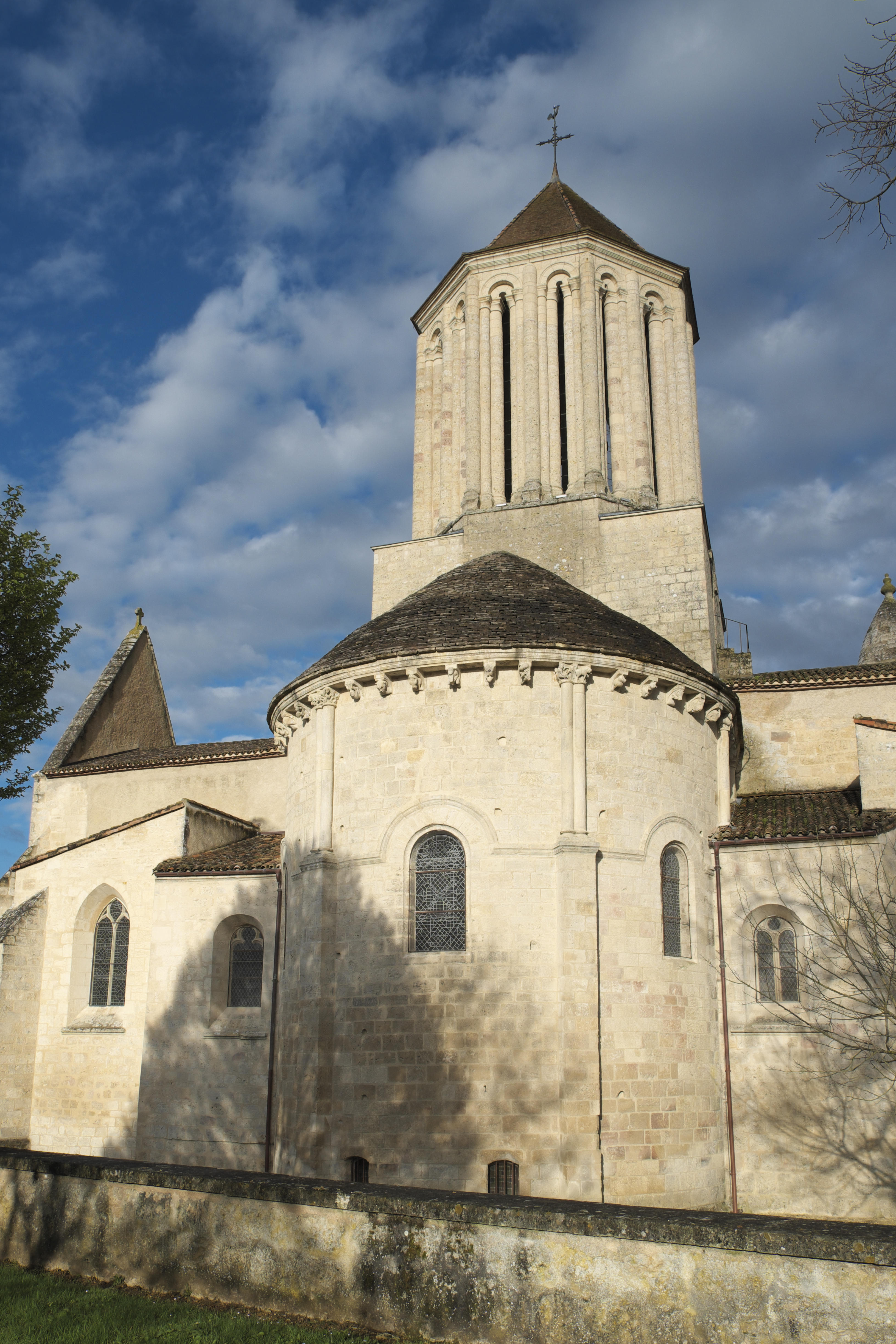
Chorhaupt und Glockenturm

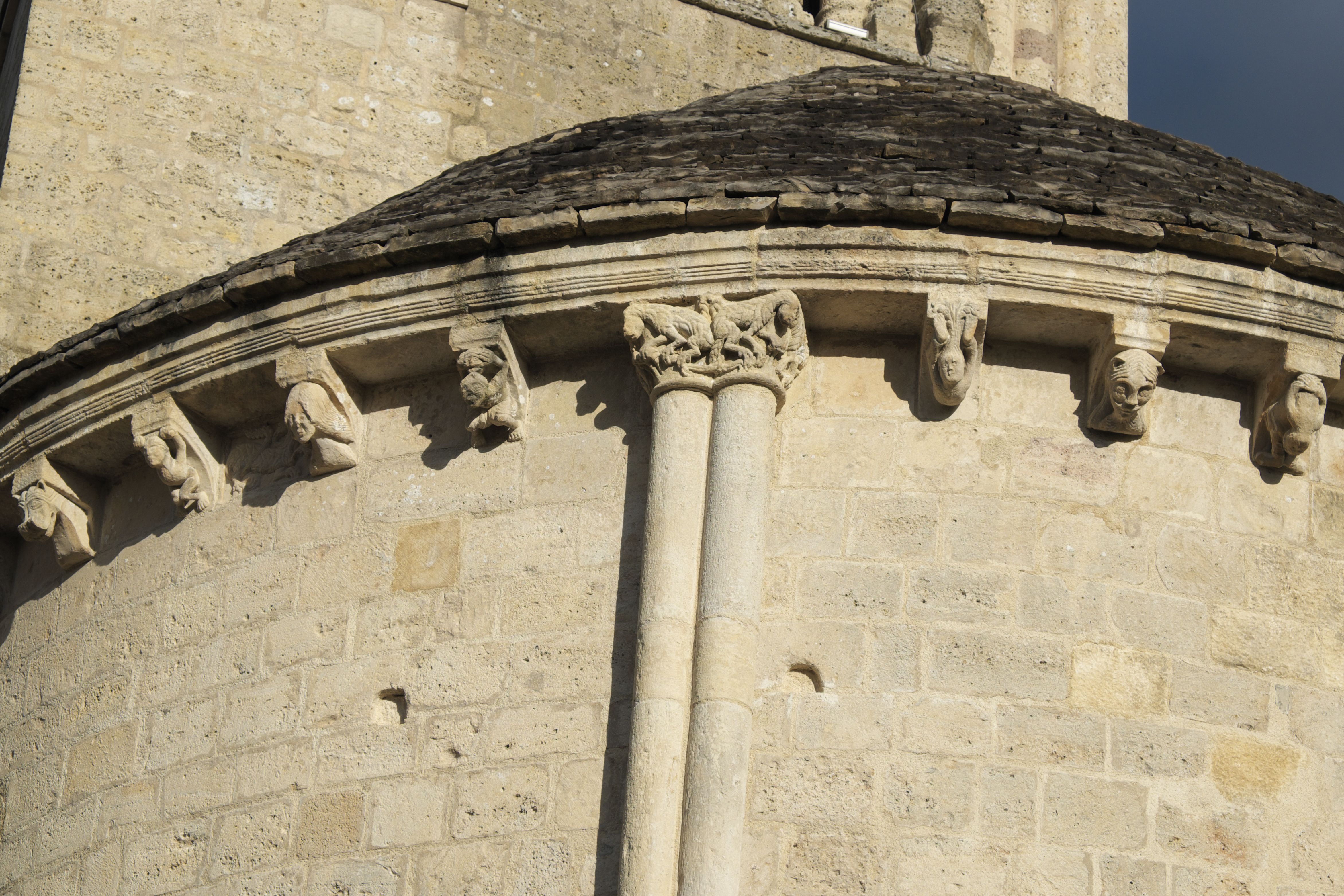
Kragsteine am Chor

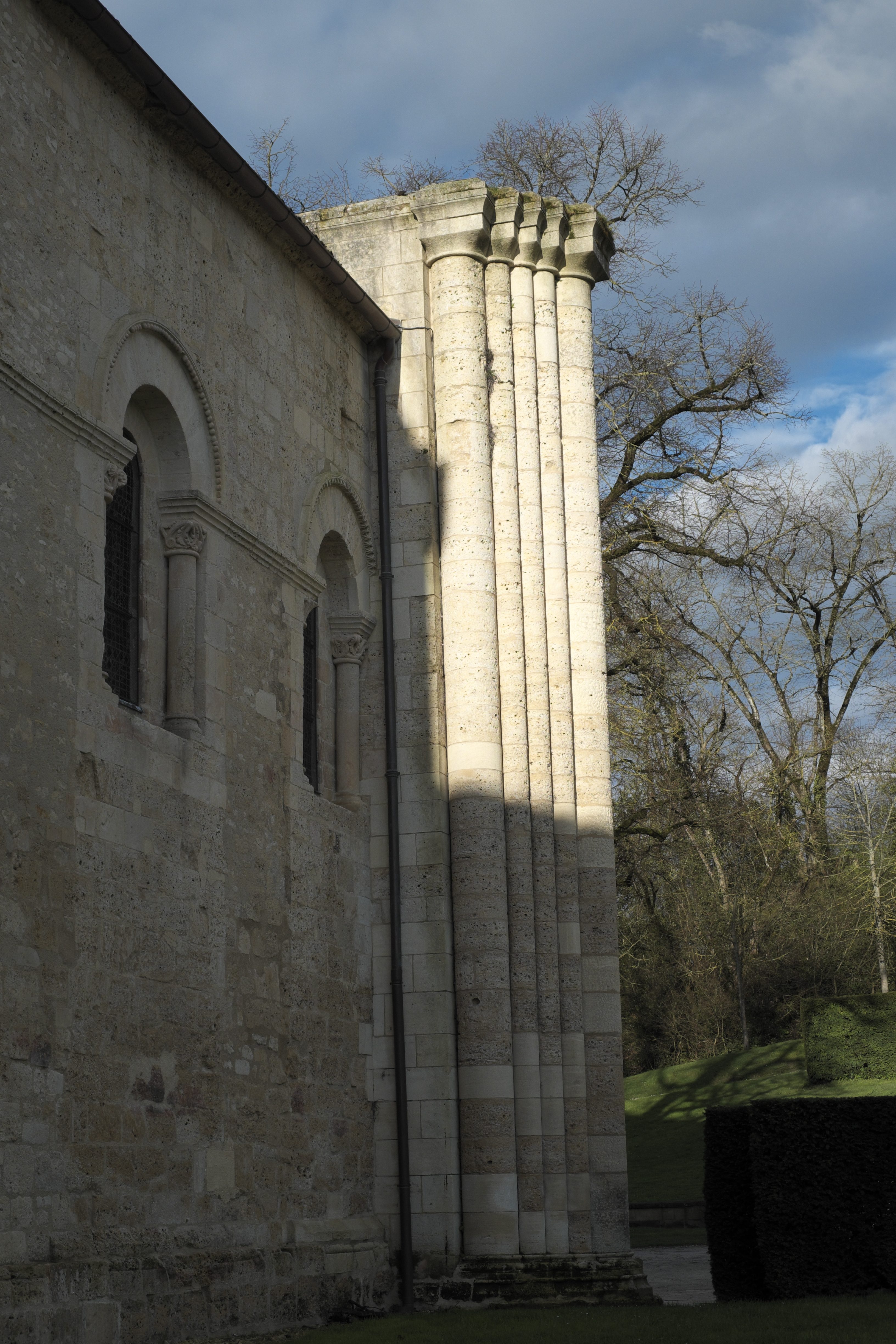
Säulenbündel der Westfassade

Die katholische Kirche Notre-Dame-de-l’Assomption in Surgères, einer Gemeinde im Département Charente-Maritime in der französischen Region Nouvelle-Aquitaine, gehört zu den beeindruckendsten Kirchenbauten der Romanik in der historischen Provinz Aunis. Sehenswert ist vor allem ihre Westfassade aus dem 12. Jahrhundert, die mit einem außergewöhnlichen Skulpturenschmuck verziert ist. Die Mariä Himmelfahrt geweihte Kirche wurde im Jahr 1862 als Monument historique in die Liste der Baudenkmäler in Frankreich aufgenommen.

## Geschichte
Die Gründung der Kirche, die gegenüber dem ehemaligen Schloss und innerhalb der ummauerten Burganlage steht, wird in die erste Hälfte des 11. Jahrhunderts datiert. Die Kirche war ursprünglich im Besitz der Grafen von Poitou, die sie Ende des 11. Jahrhunderts der Benediktinerabtei La Trinité in Vendôme schenkten. Im 12. Jahrhundert erfolgte die Errichtung der spektakulären Westfassade. In gotischer Zeit wurden die romanischen Apsiden abgebrochen und das ursprüngliche Tonnengewölbe des Langhauses durch ein heute nicht mehr erhaltenes ersetzt. Nach den Zerstörungen während des Hundertjährigen Krieges wurde die Kirche im 15. Jahrhundert restauriert, Gewölbe und Pfeiler im Langhaus wie auch die Querschiffarme wurden erneuert. Im 16. Jahrhundert legte man unter dem Chor eine Krypta an. Im Jahr 1880 erfolgte eine umfassende Restaurierung unter der Leitung des Architekten Juste Lisch, der einen Teil der romanischen Skulpturen an der Fassade durch Nachbildungen ersetzen ließ. 1899 wurde der Glockenturm durch Blitzschlag beschädigt und anschließend höher wieder aufgebaut.

## Architektur

### Glockenturm und Chorhaupt
Der Glockenturm, der sich über der Vierung erhebt, besteht aus einem quadratischen Unterbau und einem oktogonalen Obergeschoss. Das Turmoktogon wird von schmalen Öffnungen durchbrochen, die von rundbogigen Arkaden und schlanken Halbsäulen gerahmt werden. Die halbrunde Apsis wird von Steinplatten gedeckt. Unter dem Dachansatz verläuft ein Gesims, das auf skulptierten Kragsteinen und Doppelsäulen aufliegt. Die Säulen, deren Kapitelle mit Tierdarstellungen versehen sind, gehen auf der Höhe der Fensteröffnungen in flache Strebepfeiler über.

### Westfassade

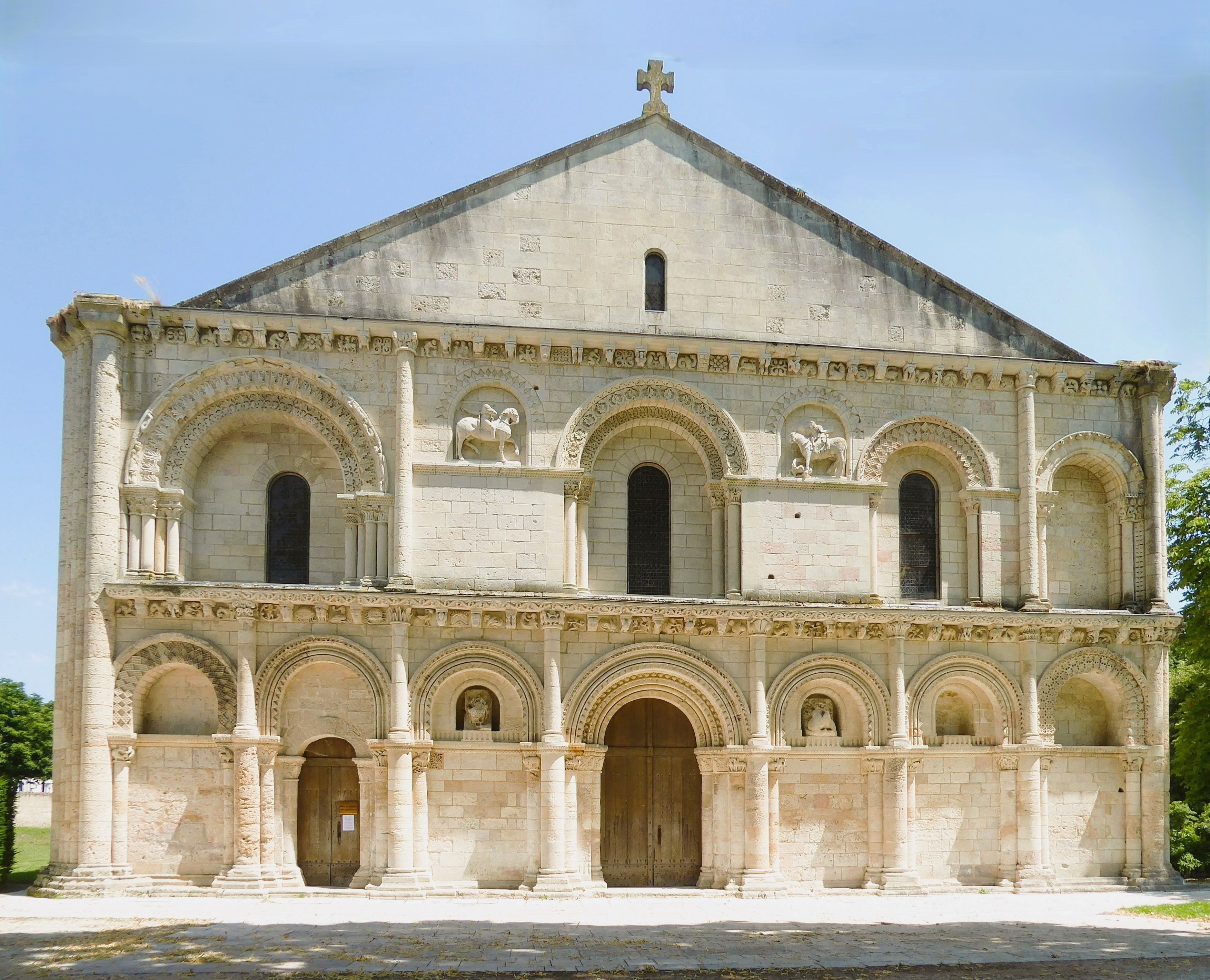
Westfassade

Die Westfassade zählt zu den größten und am aufwändigsten gestalteten Kirchenfassaden des Départements. Sie hat eine Länge von 27 Metern und ist breiter als hoch. Zwei Gesimse gliedern die Fassade, die von einem schlichten Dreiecksgiebel bekrönt und von kräftigen Säulenbündeln gerahmt wird. Über das untere Gesims zieht sich wellenförmig ein Band, an dem kleine menschliche Figuren knien. Im unteren Feld, der Portalzone, sind sieben Arkaden eingeschnitten, in der mittleren öffnet sich das Portal. Die Arkaden sind von Archivolten, die mit geometrischen Motiven verziert sind, umgeben, und ruhen auf Säulen, deren Kapitelle vor allem mit Tierdarstellungen wie Elefanten und Löwen oder Phantasiewesen wie Greife und geflügelte Drachen skulptiert sind. Die Kragsteine, auf denen die Gesimse aufliegen, sind mit Köpfen von Tieren und Menschen, mit Akrobaten und anderen phantasievollen Darstellungen versehen. Auf den Metopen sind neben Vögeln und Fabeltieren auch ein Akrobat und ein Musikant, ein Bärenbändiger, ein musizierender Affe, eine Meerjungfrau und eine Sirene zu sehen. Das obere Fassadenfeld wurde im 19. Jahrhundert restauriert. Hier sind vier unterschiedlich große Arkaden eingeschnitten, die drei linken Arkaden werden von Fenstern durchbrochen. In zwei kleineren Nischen stehen sich zwei Reiter gegenüber. Die linke Figur ist stark beschädigt, die rechte Figur wird als Kaiser Konstantin der Große interpretiert, der im Römischen Reich das Christentum förderte. Die am Boden unter seinem Pferd liegende Figur soll das Heidentum symbolisieren.

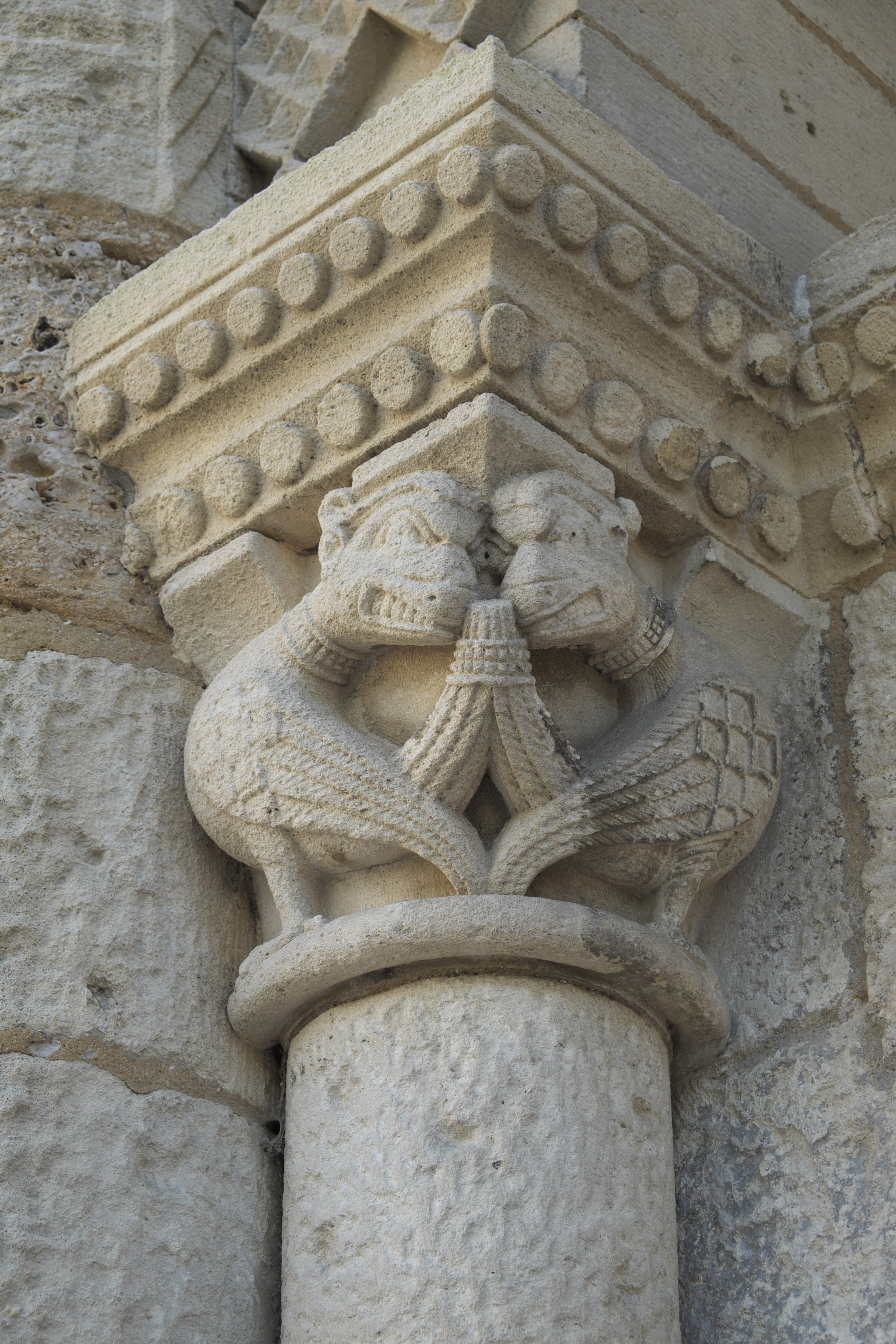
Kapitelle an der Portalfassade
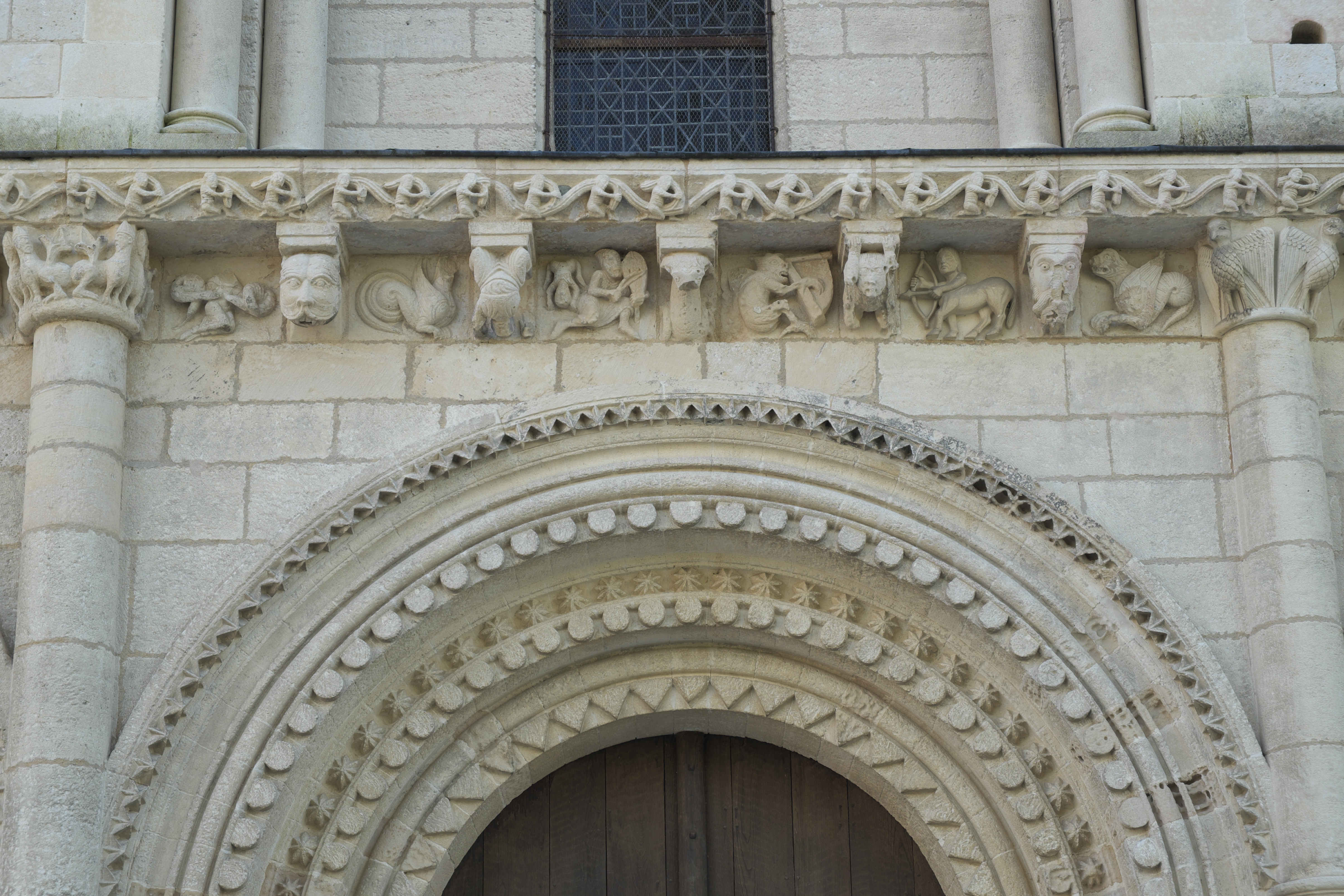
Kragsteine an der Portalfassade
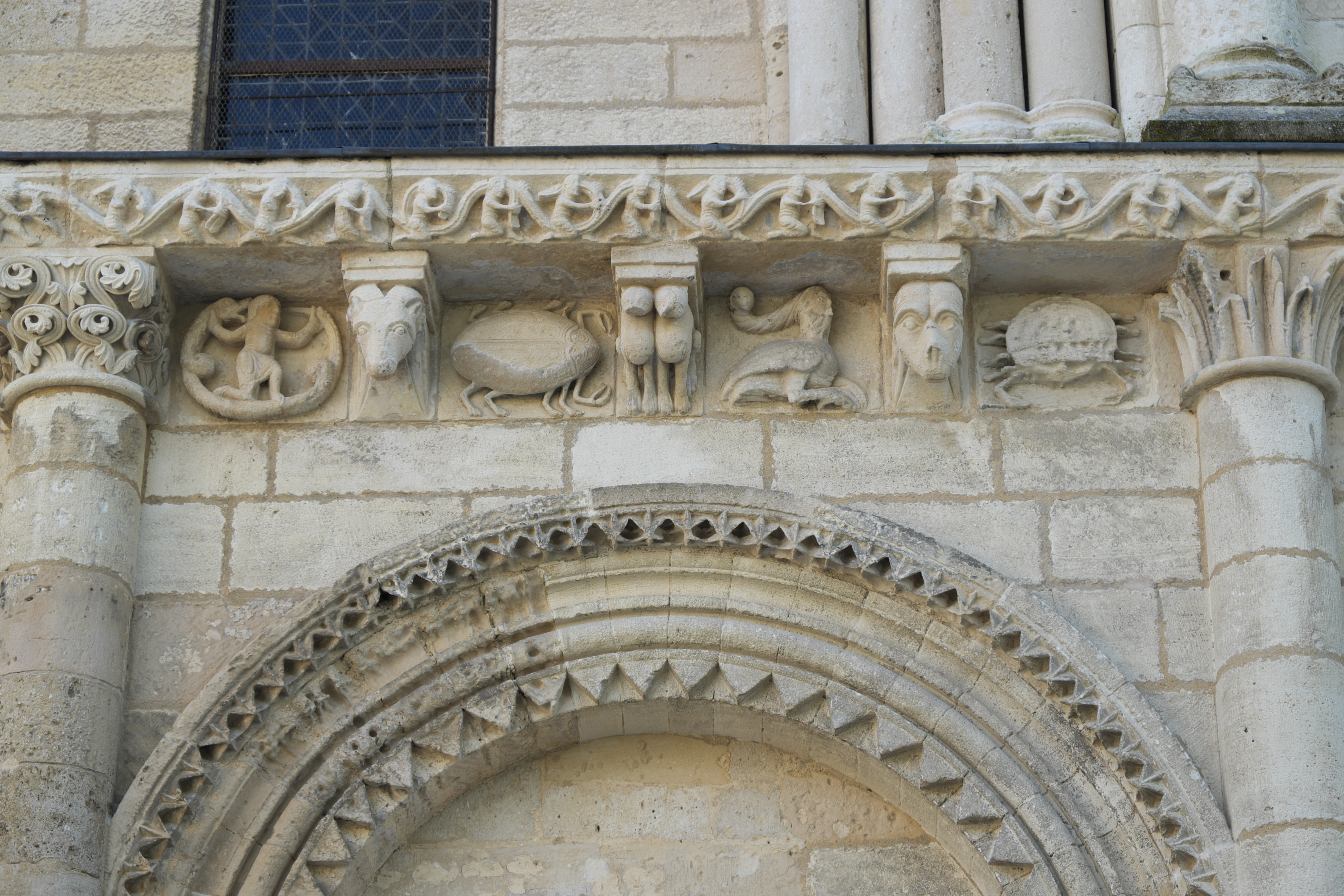
Kragsteine an der Portalfassade
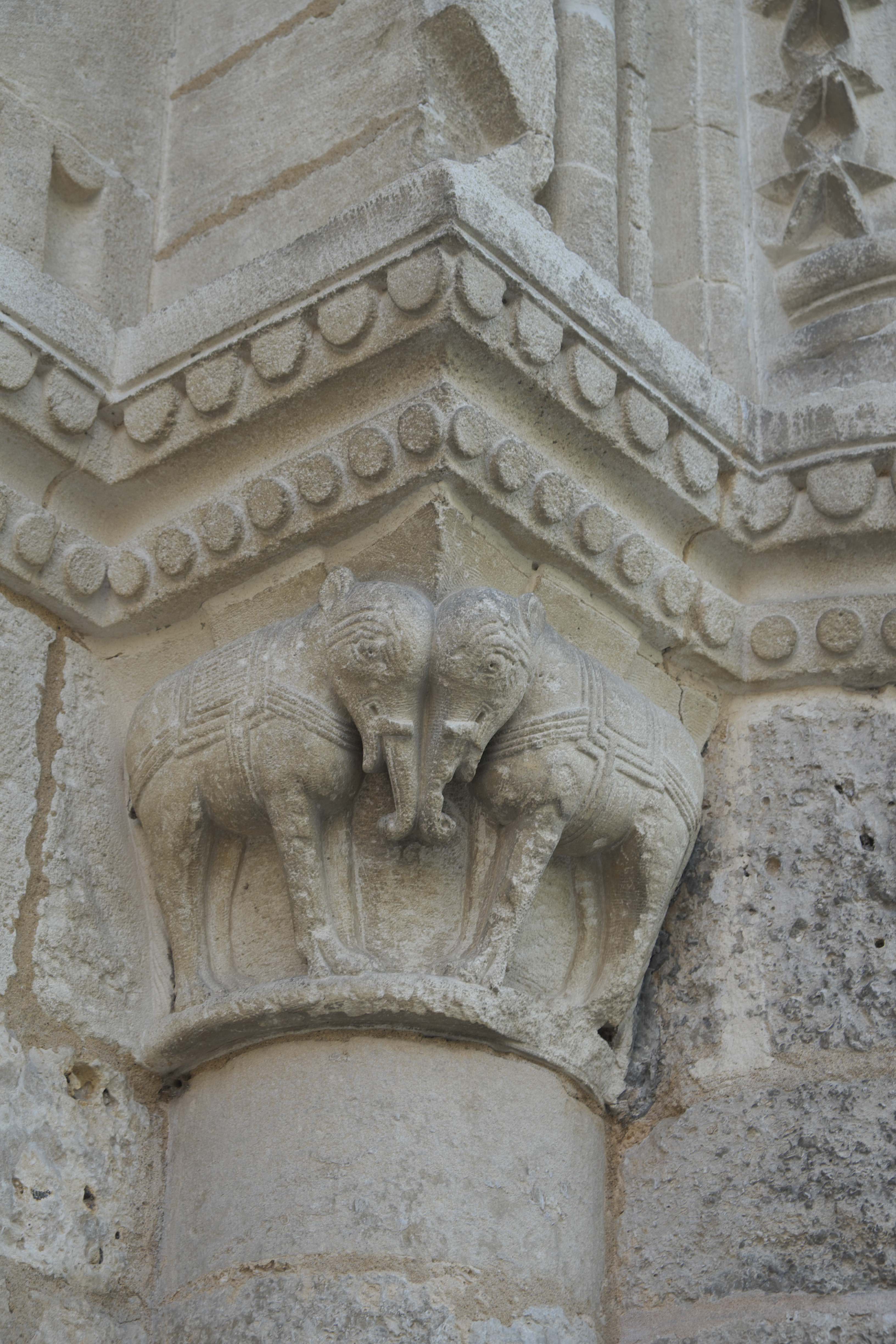
Kapitelle an der Portalfassade

### Innenraum

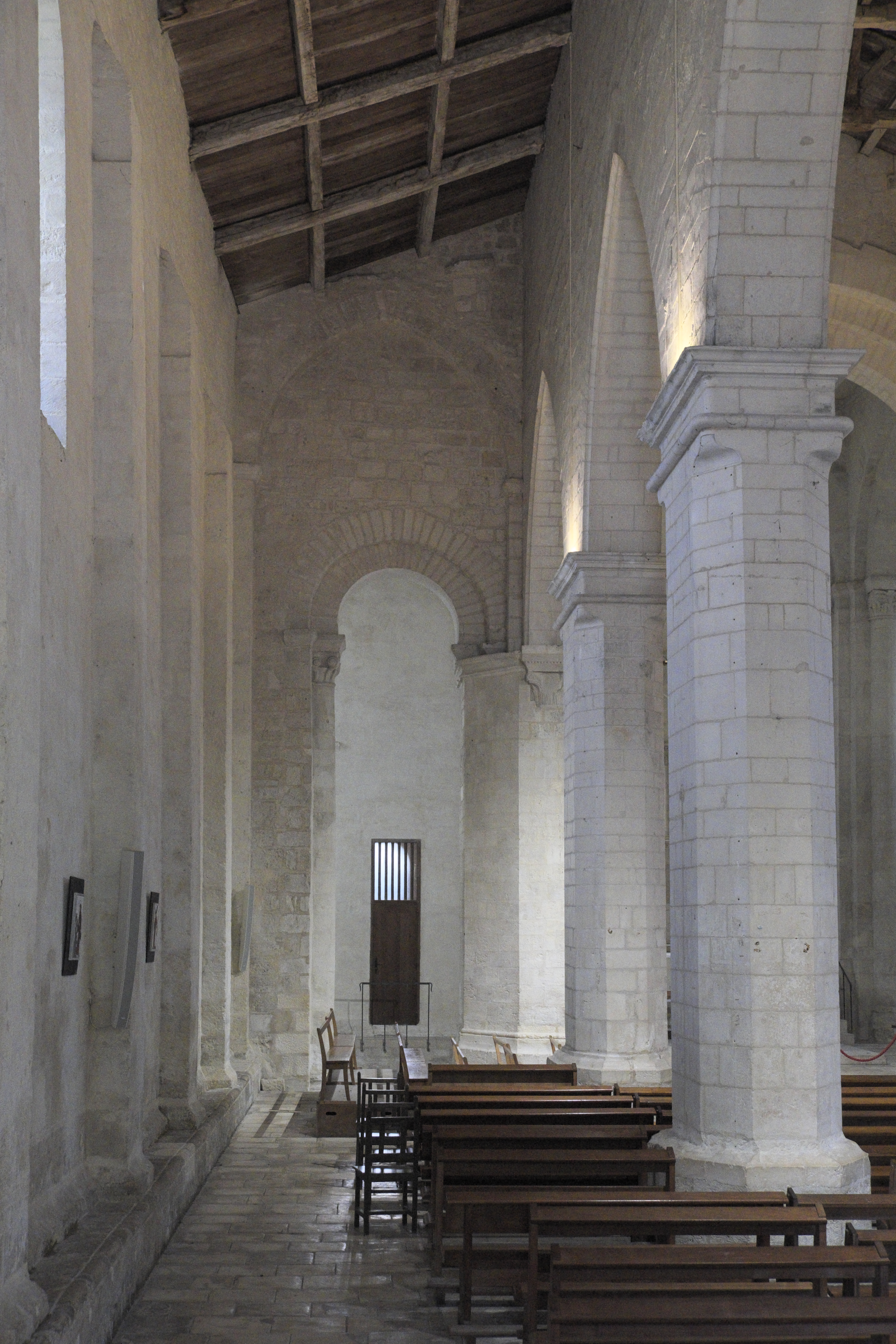
Seitenschiff

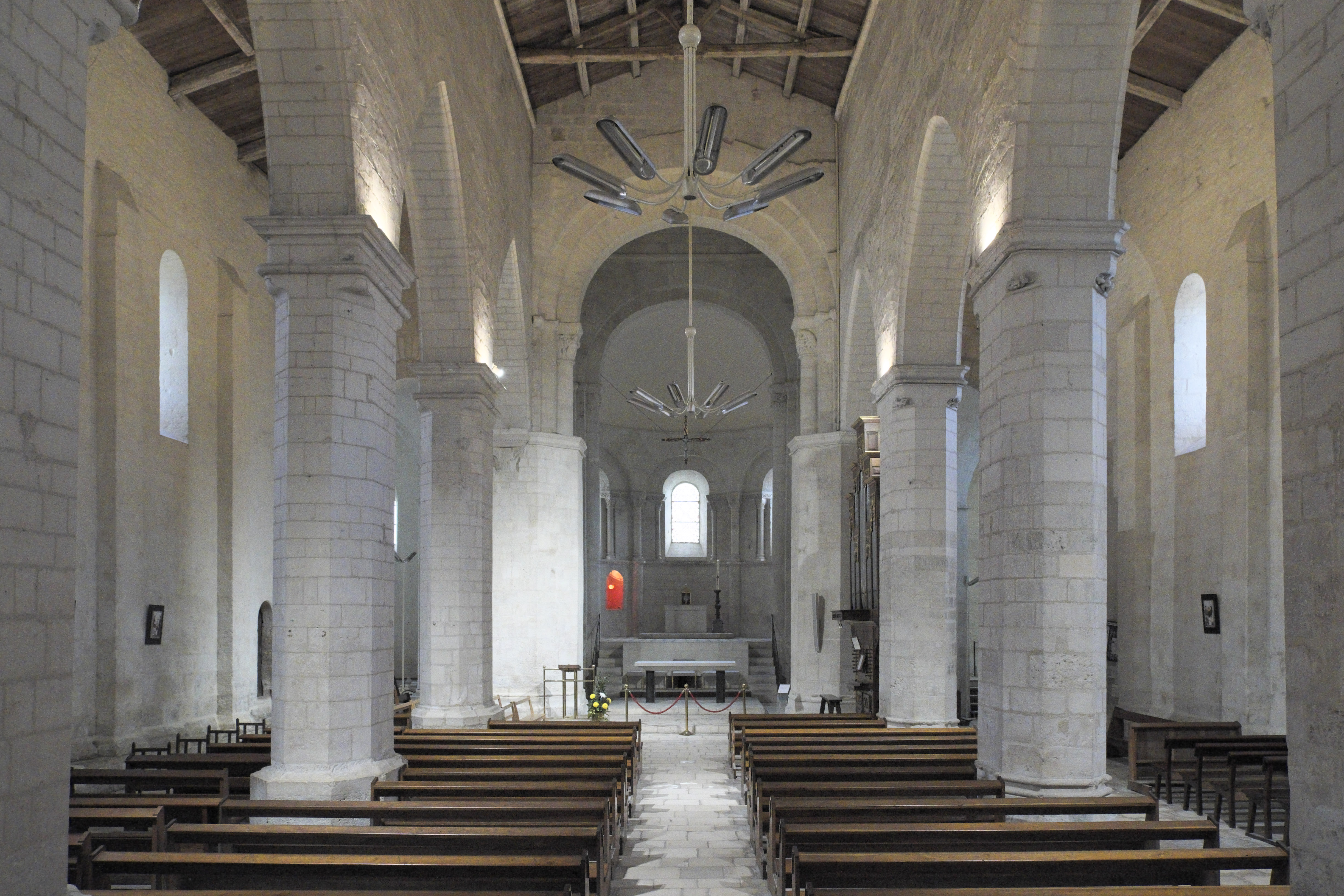
Innenraum

Das dreischiffige Langhaus, das im 15. Jahrhundert erneuert wurde, wird von einer Holzdecke gedeckt. Breite Arkaden, die auf oktogonalen Pfeilern ruhen, öffnen das Mittelschiff zu den beiden Seitenschiffen. An das Querhaus schließen sich Kapellen mit quadratischem Grundriss an. Die Vierung überspannt eine auf Trompen aufliegende Kuppel. Der einjochige Chor schließt mit einer halbrunden Apsis.

Nur noch Vierung und Chor sind aus der Zeit der Romanik erhalten. Die Pfeiler unter der Vierungskuppel stammen noch aus der Zeit um 1100, der ersten Bauphase der Kirche. Auf einem Kapitell sind zwischen dicken Blättern Löwen zu erkennen. Die drei Fenster der Apsis werden ebenfalls von Arkaden und Säulen mit filigranen Blattkapitellen gerahmt, über denen ein Fries mit Rankenornament verläuft. Auf den Kapitellen des mittleren Apsisfensters sind Figuren dargestellt.

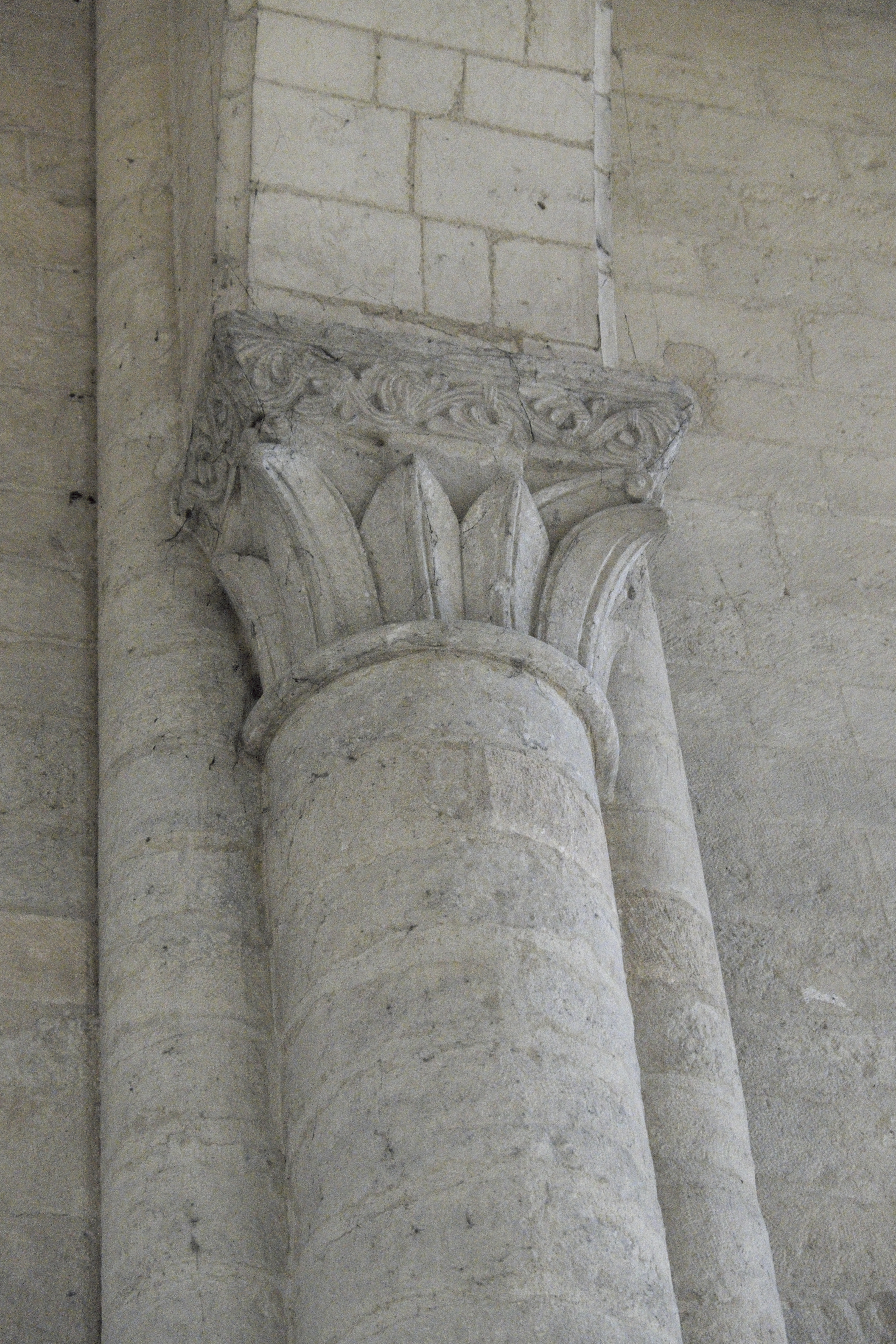
Kapitell unter der Vierung
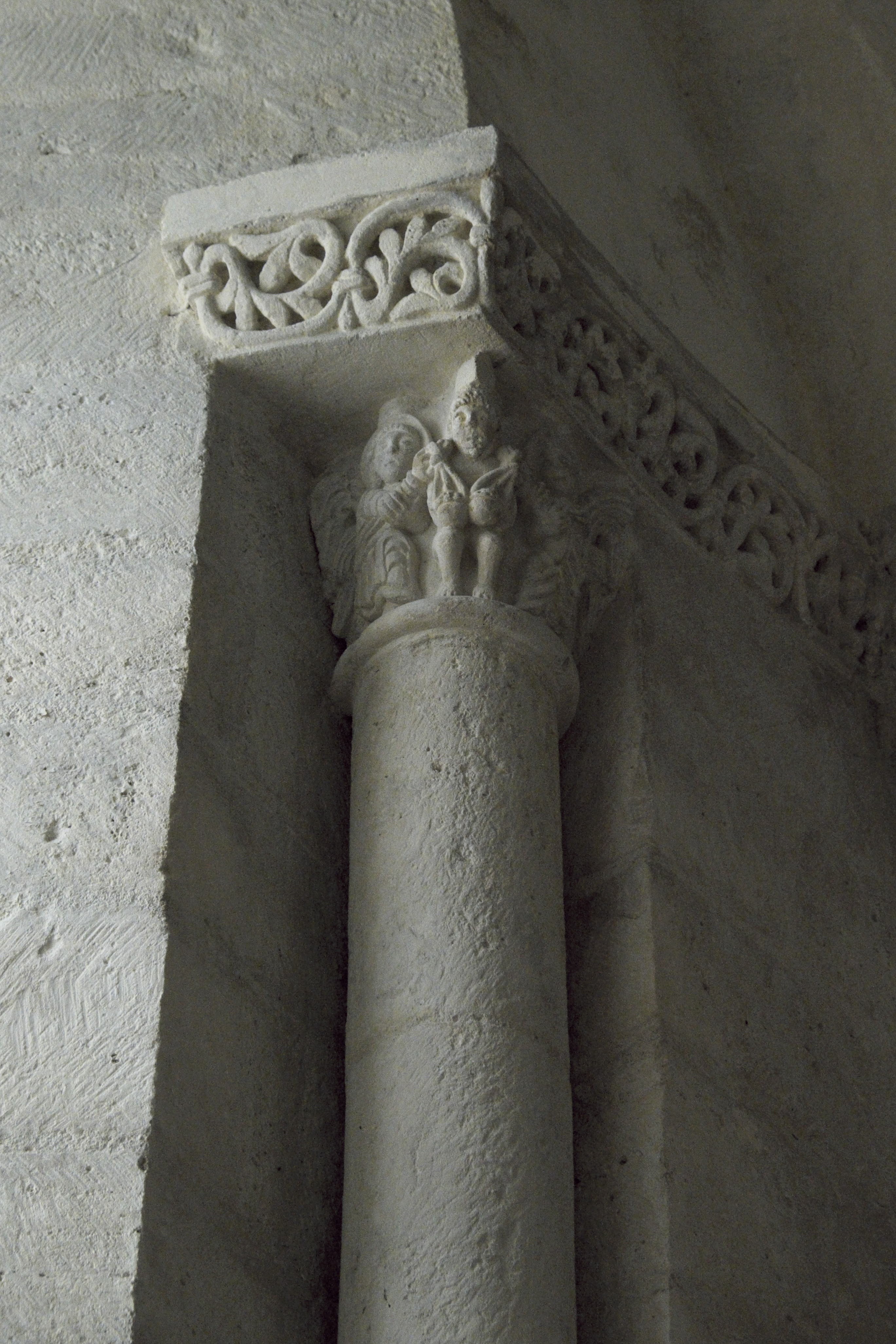
Kapitell im Chor
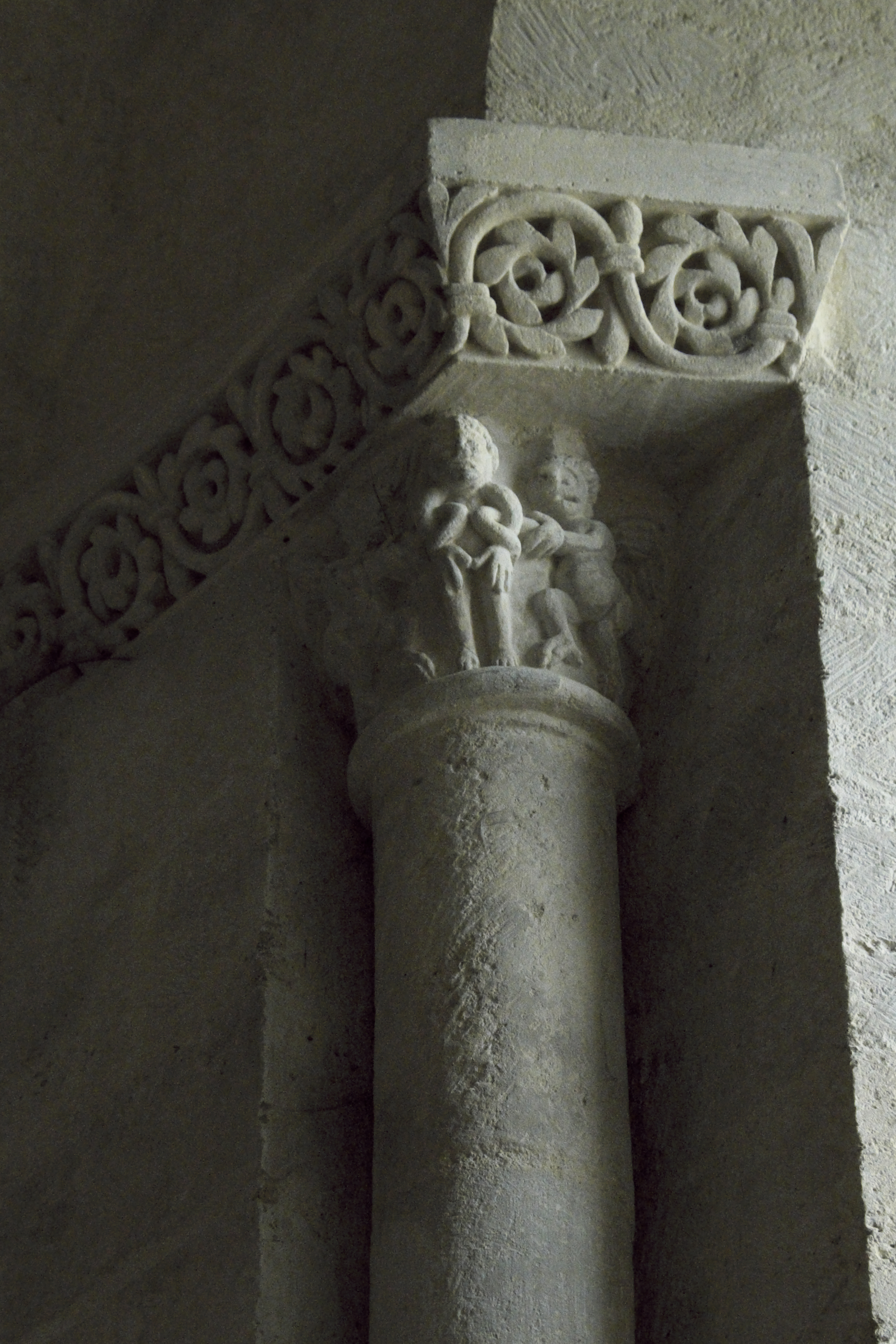
Kapitell im Chor
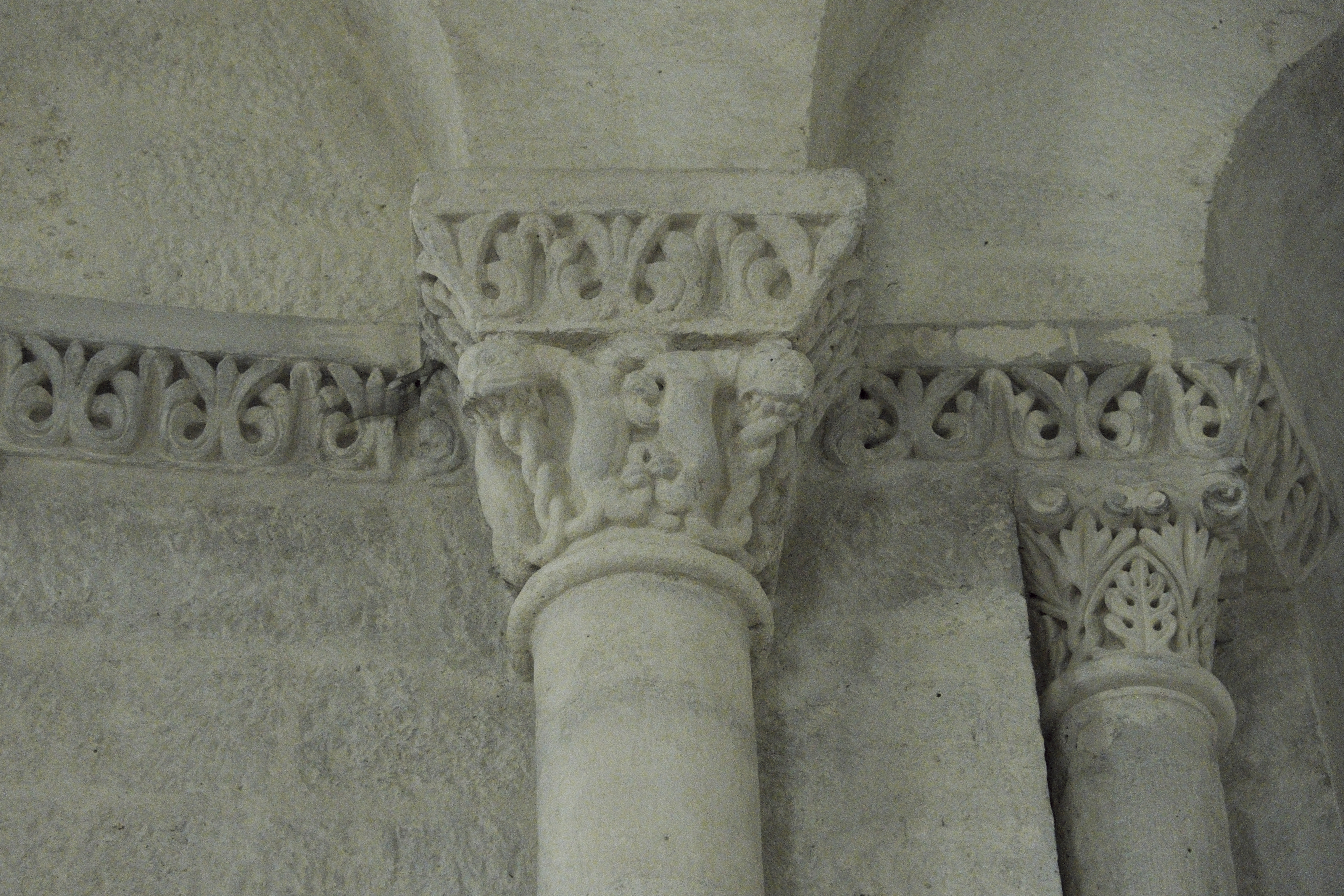
Kapitelle im Chor
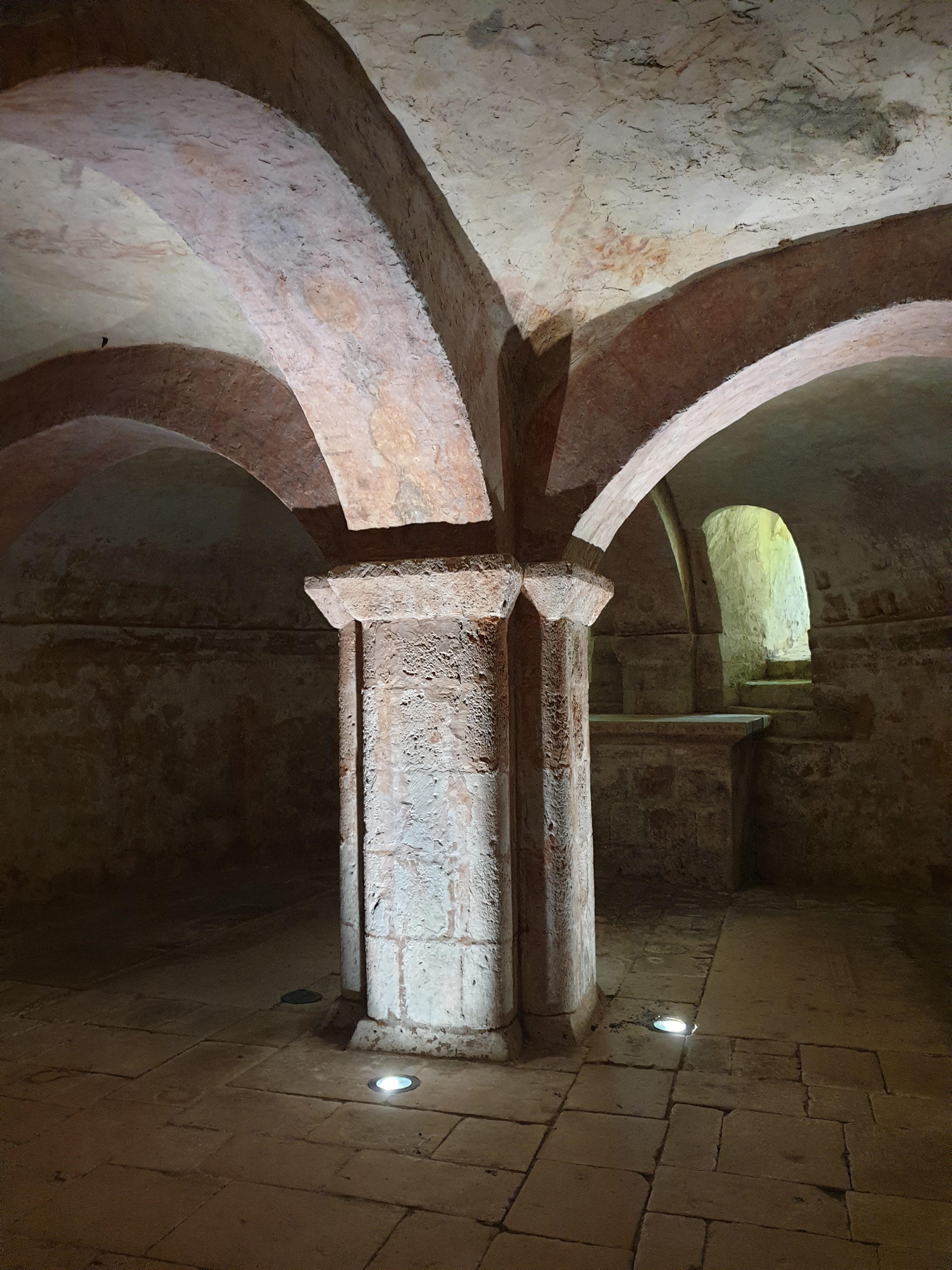
Die Krypta unter dem erhöhten Chorraum